# Front pour la démocratie et la république
Het Front pour la démocratie et la république (Nederlands: Front voor Democratie en de Republiek) was de benaming van een lijstverbinding in Mali die meedeed aan de presidents- en parlementsverkiezingen van 2007. Van de gezamenlijke partijen was het Rassemblement pour le Mali de voornaamste. Deze partij stond onder leiding van Ibrahim Boubacar Keïta die bij verkiezingen kandidaat was voor het presidentschap. Hij kreeg 19,15% van de stemmen en eindigde als tweede achter Amadou Toumani Touré (APD) die maar liefst 71,20% van de stemmen kreeg. Keïta meende dat er gefraudeerd was en diende een klacht in bij het Constitutioneel Hof om de uitslag te herzien. Het Hof oordeelde echter dat de verkiezingen eerlijk waren verlopen. Na de presidentsverkiezingen trokken een groot aantal partijen zich uit het FDR terug waarna alleen het RPM en de Parti pour la renaissance nationale (PARENA) overbleven.
Bij de parlementsverkiezingen behaalde het Front in totaal 15 zetels, 11 voor RPM en 4 voor PARENA. De verkiezingen werden echter gewonnen door de Alliance pour la démocratie et le progrès (APD) welke 113 zetels in de wacht wist te slepen.